# Hieraaetus wahlbergi
El águila de Wahlberg (Hieraaetus wahlbergi) es una especie de ave accipitriforme de la familia Accipitridae ampliamente distribuida por las zonas boscosas del África subsahariana. El nombre de la especie es un homenaje al naturalista sueco Johan August Wahlberg. No se reconocen subespecies.